# Гленвілл (Коннектикут)
Гленвілл (англ. Glenville) — переписна місцевість (CDP) в США, в окрузі Ферфілд штату Коннектикут. 